# Olive Mary Hilliard
Pour les articles homonymes, voir Hilliard.
Olive Mary Hilliard, née à Durban le 4 juillet 1925 et morte le 30 novembre 2022, est une botaniste et taxinomiste sud-africaine. Elle a décrit et nommé 372 espèces de plantes terrestres.

## Biographie
Hilliard suit des études de sciences à l'Université du Natal de 1943 à 1947, où elle obtient son doctorat. Elle travaille à l'herbier national de Pretoria de 1947 à 1948, puis assure un cours en botanique à l'université du Natal de 1954 à 1962. En 1963, elle est nommée conservatrice de l'herbier de l'université du Natal et chercheuse associée. Ses recherches portent sur la flore du Natal, ainsi qu'en taxonomie sur le genre Streptocarpus et sur les familles des Asteraceae (ou Compositae) et des Scrophulariaceae.
Elle a particulièrement travaillé en collaboration avec Brian Burtt (en), signant avec lui de nombreux articles ainsi que trois ouvrages ; elle l'épouse en 2004.
Hilliard a collecté environ 8 000 specimens botaniques, en particulier dans les montagnes du Drakensberg et au Malawi.

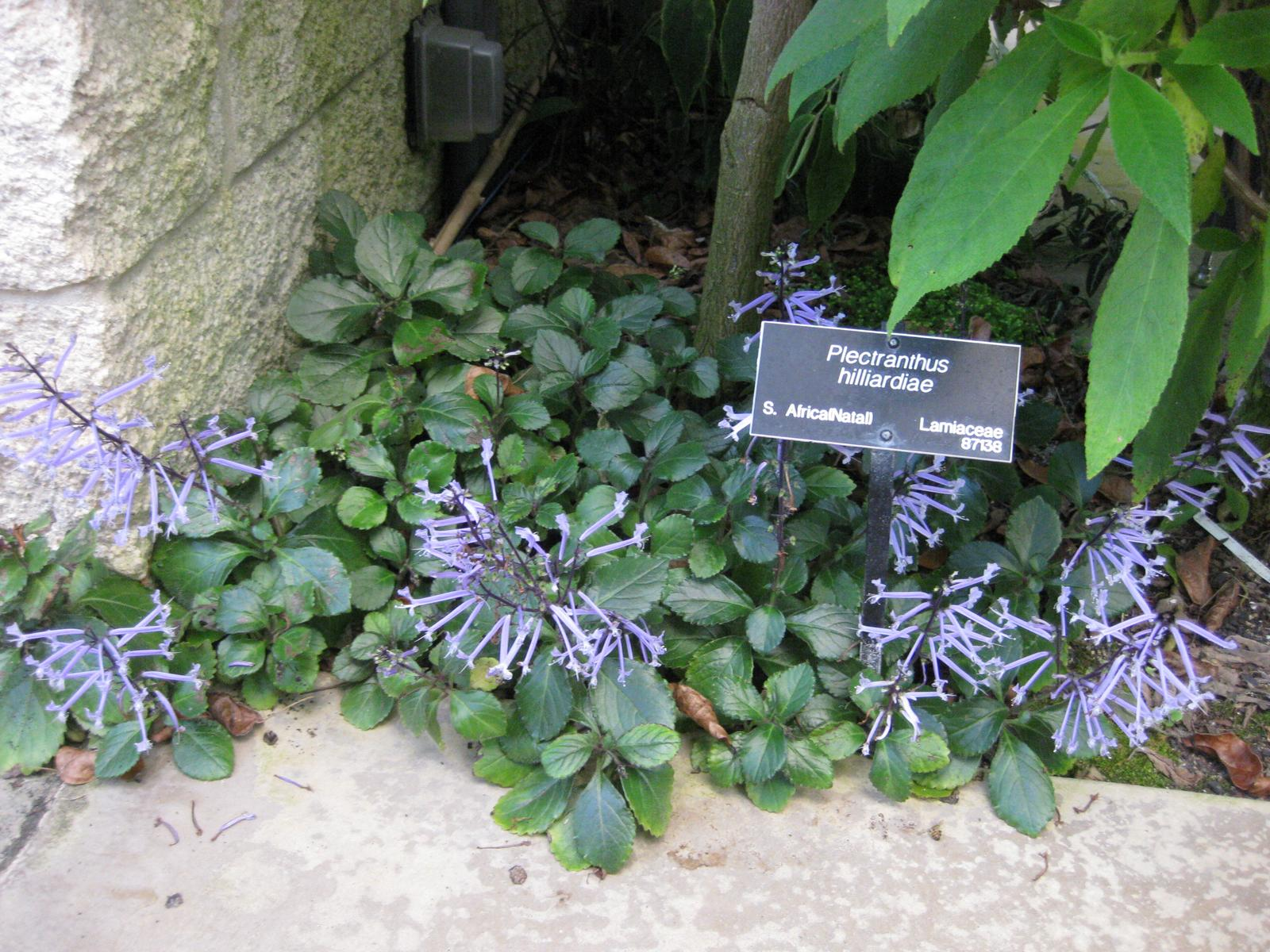
Spécimen de Plectranthus hilliardiae aux Huntington Gardens de Los Angeles

## Éponymie
Son nom a été donné à plusieurs plantes par des botanistes : 
- Plectranthus hilliardiae par Leslie Edward Wastell Codd[5] ;
- Schizoglossum hilliardiae par Frances Kristina Kupicha[6] ;
- Cymbopappus hilliardiae par Bertil Nordenstam[7] ;
- Agalmyla hilliardiae par David John Middleton[8] ;
- Helichrysum hilliardiae par Hiram Wild[9].

## Publications (sélection)
- Compositae in Natal, Pietermaritzburg, Natal University Press, 1977, 658 p.
- Flora of Southern Africa Series, Balogh Scientific Books, 1983, 325 p.  (ISBN 0-621-07943-X).
- The Manuleae: A Tribe of Scrophulariaceae, Edinburgh University Press, 1995, 600 p.  (ISBN 0-7486-0489-8).
- Trees & Shrubs of Natal (Ukhahlamba), illustré par L. S. Davis, 1997, University of Kwazulu Natal Press, 48 pp.  (ISBN 0-86980-882-6)
- Flowers of the Natal Drakensberg: The Lily, Iris And Orchid Family And Their Allies (Ukhahlamba S.) Natal University Press, 1997, 85 p.  (ISBN 0-86980-702-1).
- The tribe selagineae : (scrophulariaceae), Edinburgh, Royal botanic garden, 1999, 312 p.

### Avec Brian Burtt
- Streptocarpus: an African Plant Study, 1971.
- « Names in Gnaphalium, Xeranthemum and Helichrysum published between 1753 and 1800 », dans Botanical Journal of the Linnean Society, vol. 82, n°  3, 1er avril 1981, p. 233–265 Aperçu en ligne.
- « A Revision of Geranium in Africa south of the Limpopo », dans Notes - Royal Botanic Garden Edinburgh, 1985, vol. XLII, n° 2, p .171-225.
- The Botany of the Southern Natal Drakensberg, National Botanic Gardens, 1987, 253 p.  (ISBN 0-620-10625-5).
- Dierama: The Hairbells of Africa, Timber Press, 1991, 152 p.  (ISBN 1-874802-01-7).